# Węża
Węża (deutsch: Prockendorf) ist ein Ort der Stadt- und Landgemeinde Korfantów im Powiat Nyski der Woiwodschaft Opole in Polen.

## Geographie
Węża liegt rund 13 Kilometer südwestlich von Korfantów (Friedland O.S.), 17 Kilometer südöstlich von Nysa (Neisse) und 53 Kilometer südwestlich von Opole (Oppeln) in der Nizina Śląska (Schlesischen Tiefebene). Südöstlich verlief bis zu ihrer Stilllegung die Neisser Kreisbahn.
Nachbarorte von Węża sind im Norden Włodary (Volkmannsdorf), im Osten Jegielnica (Jäglitz), im Südosten Ścinawa Nyska (Steinsdorf) und im Süden Gryżów (Greisau).

## Geschichte
„Prakindorph“ wurde erstmals im Jahr 1300 urkundlich erwähnt. Im 14. Jahrhundert wurde es als Wanza bezeichnet. 1374 ist es als Brockendorff bzw. Bruckendorff belegt.
Nach dem Ersten Schlesischen Krieg 1742 fiel Prockendorf mit dem größten Teil Schlesiens an Preußen.
Nach der Neugliederung der Provinz Schlesien gehörte die Landgemeinde Prockendorf ab 1816 zum Landkreis Neisse, mit dem es bis 1945 verbunden blieb. 1845 bestanden im Dorf eine katholische Kirche und 93 Häuser. Im gleichen Jahr lebten in Prockendorf 508 Einwohner, allesamt katholisch. 1865 zählte das Dorf 33 Bauern- und 40 Häuslerstellen. 1874 wurde der Amtsbezirk Steinsdorf gebildet, dem die Landgemeinden Jäglitz, Prockendorf und Steinsdorf eingegliedert wurden. 1885 wurden 566 Einwohner gezählt.
1911 erhielt Prockendorf einen Anschluss an das oberschlesische Eisenbahnnetz mit der Strecke Neisse−Steinau O.S. 1933 hatte Prockendorf 458 Einwohner, 1939 waren es 459 Einwohner.
Als Folge des Zweiten Weltkriegs fiel Prockendorf 1945 mit dem größten Teil Schlesiens an Polen. Nachfolgend wurde es in Węża umbenannt. Die einheimische deutsche Bevölkerung wurde weitgehend vertrieben. Die neu angesiedelten Bewohner waren teilweise Zwangsumgesiedelte aus Ostpolen, das an die Sowjetunion gefallen war.
1966 wurde der Personenverkehr auf der Bahnstrecke nach Nysa eingestellt. 2005 lebten in Węża 438 Einwohner.

## Sehenswürdigkeiten
- Die römisch-katholische Christkönigskirche (Kościół św. Nikazego Biskupa Męczennika i Chrystusa Króla) ist die Pfarrkirche von Węża. Der heutige Bau wurde 1767 der Stelle einer vormaligen Kapelle errichtet. Der Glockenturm kam 1828 hinzu. Am 6. Mai 1893 wurde die selbstständige Pfarrei gegründet. Das Kirchengebäude wurde 1966 unter Denkmalschutz gestellt.[7]
- Backsteinkapelle
- Wegekapelle